# قرقور (الطفيلة)
قرقور منطقة سكنية تقع في لواء بصيرا، محافظة الطفيلة في الأردن. تنتمي المنطقة لقضاء بصيرا الذي يضم 8 مناطق. يقدر عدد سكانها بـ 10 نسمة حسب إحصاء 2015.

## الوصلات الخارجية
- دائرة الاحصاءات العامة